# Thinozerconidae
Famille
Genre
Espèce
Thinozercon michaeli  Halbert, 1915 est la seule espèces du genre Thinozercon Halbert, 1915 et de la famille[pas clair].